# Argophyllum verae
Argophyllum verae är en tvåhjärtbladig växtart som beskrevs av P.I. Forster. Argophyllum verae ingår i släktet Argophyllum och familjen Argophyllaceae. Inga underarter finns listade i Catalogue of Life.